# Augusta Finne
Augusta «Gusten» Antonette Finne, även känd som «Gusten» Finne-Døvle, född 11 mars 1868 i Bergen, död 19  augusti 1951 i Birkerød på Sjælland i Danmark, var en norsk skulptör.
Hon ställde bland annat två verk på Bergensutstillingen 1898.

## Verk
- 1896/1899: Ivar Aasen, porträttbyst i brons – tillhör Nasjonalmuseet för konst, arkitektur och design[6][7]
- 1901: Johanne Dybwad, porträttbyst
- 1910: Johan Svendsen, porträttbyst